# Háková kost
Háková kost (latinsky: os hamatum) patří mezi kosti horní končetiny. Je uložená v distální řadě zápěstních kůstek, mediálně od hlavaté kosti (os capitatum). Do dlaně směřuje její výběžek háček hákové kosti (hamulus ossis hamati), který spolu s hráškovou kostí os pisiforme tvoří vyvýšeninu eminentia carpi ulnaris. Tato vyvýšenina je poměrně snadno hmatná na vnitřní straně ruky u distální ohybové rýhy zápěstí. Proximální část kosti se spojuje s poloměsíčitou kostí (os lunatum), laterálně je ploška pro spojení s hlavatou kostí, proximálně a mediálně pro trojhrannou kost (os triquetrum). Distálně se spojuje se IV. a V. záprstní kostí.
Zlomeniny hákové kosti jsou poměrně vzácné a jedná se především o zlomeniny háčku hákové kosti (hamulus ossis hamati). 